# Acqui Unione Sportiva 1938-1939
Questa voce raccoglie le informazioni riguardanti l'Acqui Unione Sportiva nelle competizioni ufficiali della stagione 1938-1939.

## Rosa
| N. |                   | Ruolo | Calciatore                  |
| -- | ----------------- | ----- | --------------------------- |
|    | Italia (bandiera) | A     | Ugo Barberis                |
|    | Italia (bandiera) |       | Alfredo Barisone            |
|    | Italia (bandiera) | C     | Ferruccio Benedetto         |
|    | Italia (bandiera) |       | Esterino Bersano            |
|    | Italia (bandiera) | A     | Giovanni Berta              |
|    | Italia (bandiera) | A     | Pietro Bigatti              |
|    | Italia (bandiera) | C     | Domenico Bottero            |
|    | Italia (bandiera) | P     | Giuseppe Cibrario           |
|    | Italia (bandiera) | A     | Domenico Cornetto           |
|    | Italia (bandiera) |       | Mario Cravero               |
|    | Italia (bandiera) |       | Attilio De Micheli          |
|    | Italia (bandiera) |       | Armando Giacobbe            |
|    | Italia (bandiera) | A     | Cesare Giacobbe (I)         |
|    | Italia (bandiera) | C     | Domenico Giacobbe (III) (c) |
|    | Italia (bandiera) |       | Fernando Giacobbe           |

| N. |                   | Ruolo | Calciatore        |
| -- | ----------------- | ----- | ----------------- |
|    | Italia (bandiera) | C     | Giuseppe Grillo   |
|    | Italia (bandiera) | C     | Riccardo Guala    |
|    | Italia (bandiera) | D     | Luigi Lottero     |
|    | Italia (bandiera) | A     | Carlo Massolo     |
|    | Italia (bandiera) |       | Adriano Molinari  |
|    | Italia (bandiera) | D     | Giulio Pellati    |
|    | Italia (bandiera) | A     | Gilberto Pogliano |
|    | Italia (bandiera) | C     | Giuseppe Rapetti  |
|    | Italia (bandiera) | A     | Emilio Salamano   |
|    | Italia (bandiera) | A     | Silvio Scasso     |
|    | Italia (bandiera) | D     | Giuseppe Spinolo  |
|    | Italia (bandiera) |       | Martino Tiramani  |
|    | Italia (bandiera) | A     | Attilio Vacchino  |
|    | Italia (bandiera) |       | Andrea Viviano    |